# Fiodor Burłacki
Fiodor Michajłowicz Burłacki (ros. Фёдор Миха́йлович Бурла́цкий; ur. 4 stycznia 1927 w Kijowie, zm. 26 lutego 2014 w Moskwie) – radziecki politolog, dziennikarz i publicysta.

## Życiorys
Urodził się na Ukrainie. Matka dała mu imię Fiodora na cześć Friedricha Engelsa . W 1951 roku pod kierunkiem Stiepana Kieczekjana obronił pracę kandydacką na temat „Poglądy polityczne Nikołaja Dobrolubowa” (ros. Политические взгляды Н. А. Добролюбова). W 1958 roku napisał rozdział o państwie do podręcznika Podstawy marksizmu-leninizmu pod redakcją Otto Kuusinena , a w 1961 roku został współautorem Kodeksu moralnego budowniczego komunizmu. W 1964 uzyskał stopień doktora nauk filozoficznych na podstawie rozprawy „Państwo a komunizm” (ros. Государство и коммунизм). W latach 1971–1989 kierował katedrą filozofii marksistowsko-leninowskiej w Instytucie Nauk Społecznych przy KC KPZR. Podczas pieriestrojki brał udział w opracowywaniu doktryny tzw. nowego myślenia .
Burłacki był autorem koncepcji strukturalno-instytucjonalnej], starającej się skonfrontować dorobek radzieckiej i zachodniej politologii w zakresie opisu systemu politycznego.
Został pochowany na Cmentarzu Trojekurowskim w Moskwie.

## Wybrane prace
- Aleksiej Bielakow, Fiodor Burłacki, Jurij Melwil, Abram Milejkowski, Sołomon Wygodzki, i in.: Podstawy marksizmu-leninizmu : podręcznik (Tyt. oryg.: Osnovy marksizma-leninizma). Pod redakcją Otto Kuusinena, tłumacz Regina Hekker i in.. Warszawa: Książka i Wiedza, 1960. Brak numerów stron w książce
- Wiktor Afanasjew, Karen Brutenc, Fiodor Burłackij, Grigorij Glezerman, Jurij Krasin, i in.: Naukowy komunizm. Pod redakcją Piotra Fiedosiejewa, tł. Mirosław Skwiecińskii. Wyd. II. Warszawa: Wydawnictwo Naukowe PWN, 1978. Brak numerów stron w książce